# توكونوما

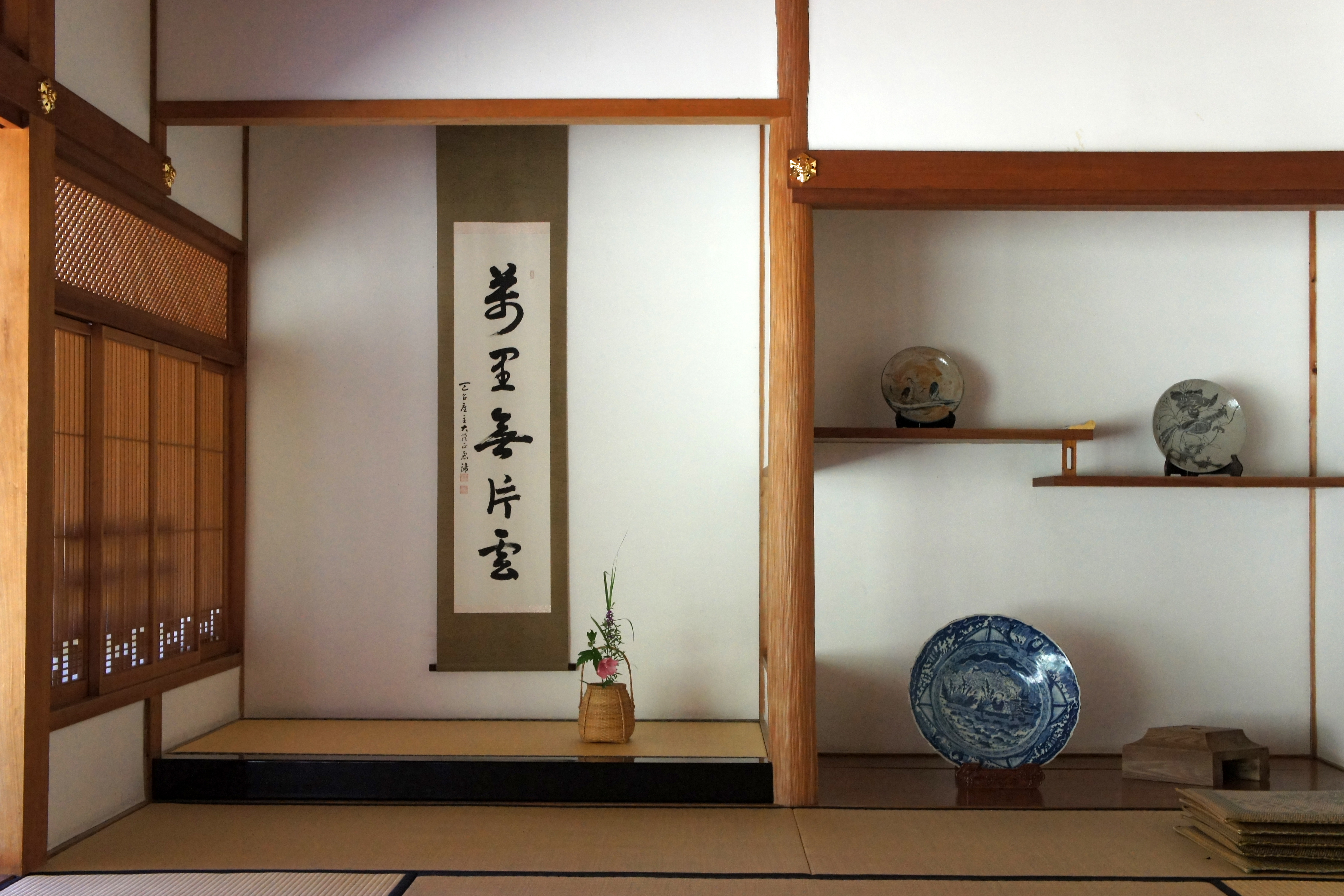
توكونوما مع لفيفة ورق معلقة وإيكيبانا.

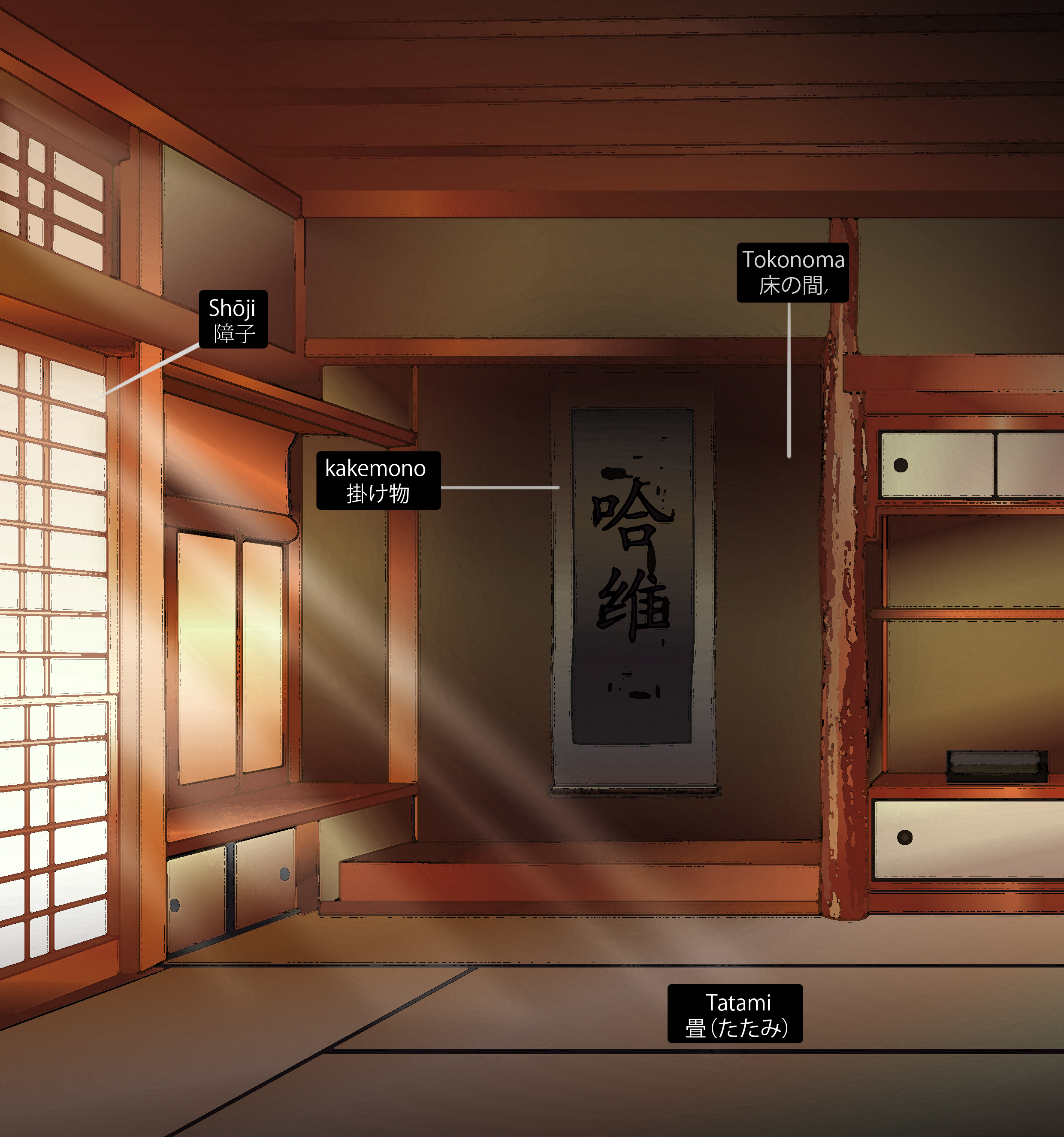
عرض تفصيلي للتوكونوما وجوانب عدة لغرفة يابانية

```
توكونوما
 
(
床の間
،
 
toko-no-ma
[
1
]
؟
)
، أو ببساطة 
توكو
 
(
床
؟
)
، 
[
2
]
[
3
]
 هي مساحة مريحة في غرفة الاستقبال على الطراز الياباني، حيث يتم عرض عناصر للتقدير الفني. في اللغة الإنجليزية، التوكونوما يمكن أن تُسمى 
القبة
. 
```

## التاريخ
ظهرت التوكونوما لأول مرة في أواخر فترة موروماتشي (القرن 14 - 16). في الأسلوب المعماري شووين - زوكوري لهذه الفترة، كان يطلق عليها أوشيتا (押板) وكانت في الأساس مساحة على الحائط حيث يتم تعليق لفائف الورق، مع منصة مرتفعة توضع عليها عناصر مثل المبخرة وإناء للزهور وحامل الشموع.

## المميزات

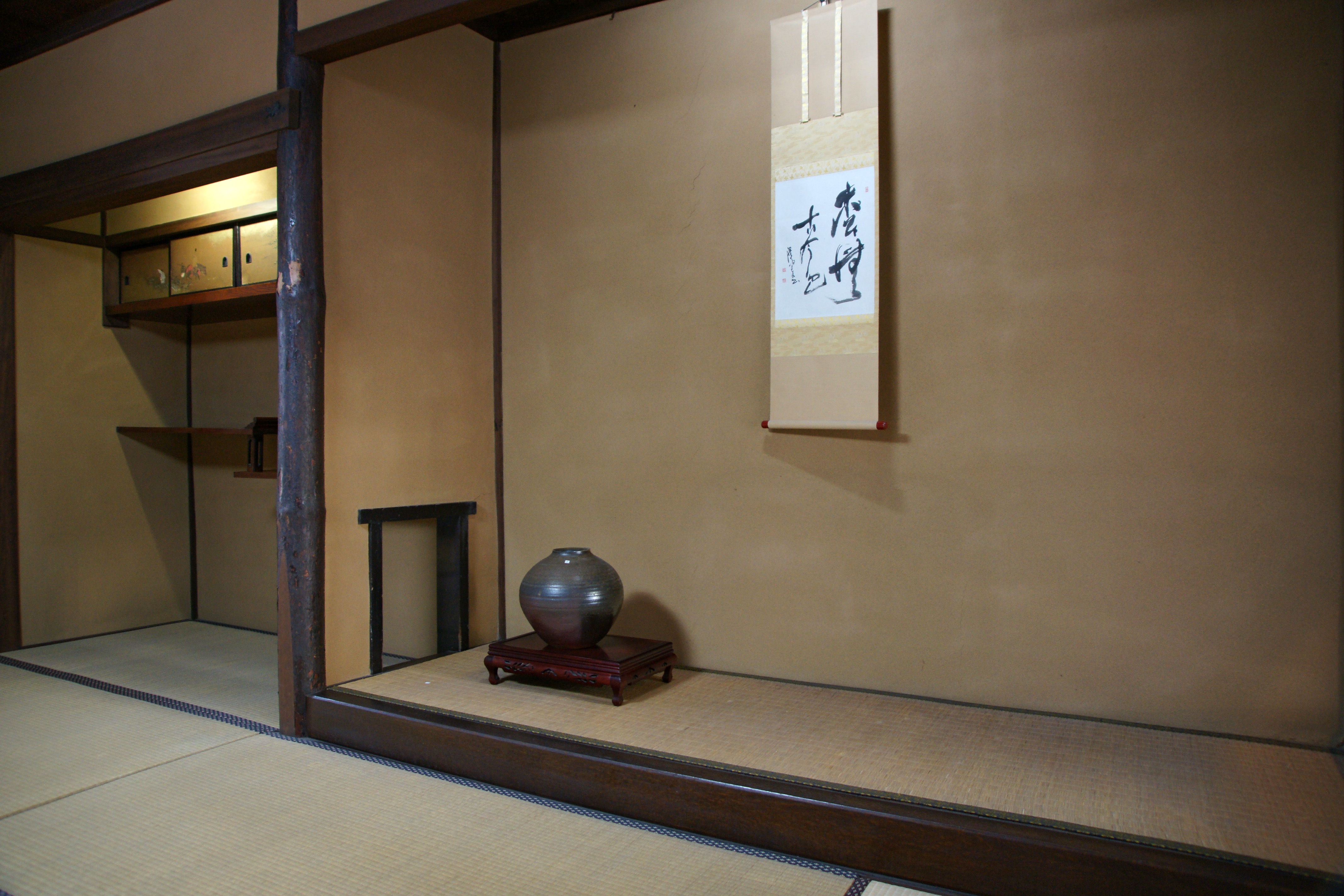
عرض جانبي للتوكونوما

العناصر التي يتم عرضها عادة فيالتوكونوما هي مخطوطات خطية أو تصويرية أو إيكيبانا، بونساي أو الأوكيمونو أيضًا التي قد تعرض هناك في بعض الأحيان، على الرغم من أن البونساي كانت تعتبر تقليديًا متسخة جدًا لمثل هذا المكان الذي يحظى باحترام كبير. وتعد التوكونوما ومحتوياتها عناصر أساسية في الديكور الداخلي الياباني التقليدي. كلمة «توكو» تعني حرفيًا «أرضية» أو «سرير»؛ و«ما» تعني «مساحة» أو «غرفة».
عند جلوس الضيوف في غرفة مصممة على الطراز الياباني، فإن قواعد الإتيكيت الصحيحة تتمثل في وضع الضيف الأكثر أهمية موجها ظهره للتوكونوما تواضعا. حيث يجب على المضيف ألا يتباهى بعرض محتويات التوكونوما على الضيف، وبالتالي فمن الضروري عدم توجيهه نحوها.
يُمنع منعًا باتًا الدخول إلى التوكونوما، باستثناء تغيير المنظر والديكور، حيث يجب اتباع آداب صارمة للقيام بذلك.